# Aldnoah.Zero
Aldnoah.Zero (яп. アルドノア・ゼロ арудоноа дзэро, часто стилизуется как ΛLDNOΛH.ZERO, «Альдно́а Зеро») — аниме-сериал в жанре меха, созданный Гэном Уробути на студии A-1 Pictures. Первый сезон транслировался по японским телеканалам с июля по сентябрь 2014 года. Выход 2 сезона намечен на январь 2015 года и будет состоять также из 12 эпизодов. В начале сентября стало известно о выходе одноименной манги. Режиссёром сериала стал Эи Аоки, который уже ранее работал с Гэном Уробути над Fate/Zero. Аниме также транслировалось в США (Aniplex of America) и в Австралии (Hanabee). Второй сезон аниме транслируется с 10 января 2015 года. Нумерация серий второго сезона следует за первым сезоном.

## Сюжет
В 1972 году на поверхности луны были открыты инопланетные гиперврата (яп. ハイパーゲート хайпа:гэ:то). Используя эту технологию, земляне проникли на Марс и поселились там. Была основана империя Варс (яп. ヴァース帝国 ва:су тэйкоку), позднее объявившая землянам войну. В 1999 году битва на поверхности луны вызвала взрыв гиперврат. Луна была уничтожена, а её останки превратились в пояс обломков вокруг планеты. Жители империи Варс построили орбитальные космические станции в этом поясе и поселились там. Было установлено перемирие. Действие сериала начинается 15 лет спустя, в 2014 году. Из-за атаки на принцессу Варс во время дипломатического визита на Землю, снова развязывается война между марсианами и землянами.

## Персонажи

### Главные персонажи
Инахо Кайдзука (яп. 界塚伊奈帆 Кайдзука Инахо) — главный герой. Ученик старшей школы города Синавары. Ещё до войны с марсианами в 1999-м году потерял обоих родителей, поэтому живёт вместе со старшей сестрой, Юки. С момента объявления империей Варс новых боевых действий управляет учебным катафрактом KG-6 «Слейпнир», из-за чего получил от Слейна кличку «оранжевый» (яп. オレンジ色, орэндзи-иро). Оказывая первую помощь принцессе Ассейлам после удушения, получил возможность активации технологии Альдноа. Кодовое имя — «Мустанг-22», во втором сезоне — «Мустанг-00». В битве при Новостальске получает сквозное пулевое ранение в левый глаз. После хирургического вмешательства в глазницу имплантирован экспериментальный прототип протеза. В строй вернулся в звании лейтенанта.
Сэйю: Нацуки Ханаэ
Слейн Троярд (яп. スレイン・トロイヤード Сурэйн Торойядо) — главный герой. Уроженец Северной Европы, вместе с отцом-профессором прибыл на Марс для изучения технологии Альдноа. Королевская семья проявила благосклонность к работе профессора, однако после смерти отца Слейн, как представитель Земли, подвергался унижениям. Тем не менее принцесса Ассейлам дружит с ним и расспрашивает его о Земле. Находился в подчинении графа Крутео, затем перешёл в подчинение графа Зацбаума. Не поверив в новость об убийстве принцессы, отправился на Землю искать её. Убил графа Триллрама. Был пилотом корабля-перевозчика катафрактов, после падения замка графа Крутео управляет марсианским катафрактом «Тарсис». Из-за этого получил кличку «нетопырь» (яп. コウモリ ко:мори), а затем — «чайка» (яп. ウミネコ, уминэко). В битве при Новостальске он производит выстрел в Инахо. Произведён в рыцари.
Сэйю: Кэнсё Оно
Ассейлам Вэрс Аллюсия (яп. アセイラム・ヴァース・アリューシア Асэйраму Ва:су Арю:сиа) — главная героиня. Принцесса империи Вэрс. Как представительница королевского рода, имеет возможность активации и принудительной дезактивации технологии Альдноа. С самого детства восхищалась Землёй и мечтала её посетить. После прибытия Слейна расспрашивала его при любом удобном случае. Прибыла на Землю в качестве посла доброй воли, однако диверсионной группой отца Райе было совершено нападение на её кортеж. Тем не менее самой принцессы в кортеже не оказалось. Скрыв себя с помощью голограммы, она сталкивается с Инахо, который, посчитав Ассейлам туристкой, эвакуирует её из Синавары. На «Вадацуми» раскрыла ему и Райе свою личность, вследствие чего и происходит покушение на её жизнь. По прибытии на российскую базу альянса Земли, расположенную в Новостальске, просит Инахо дружить с ней. Обратилась к народу империи Вэрс с призывом остановить военные действия, однако обращение было перехвачено людьми графа Зацбаума. В ходе битвы при Новостальске принудительно отключила систему Альдноа в замке Зацбаума, однако граф произвёл два выстрела: в грудь и в голову. Находится в бессознательном состоянии на лунной базе империи. Её с помощью той же голограммы заменяет младшая сестра, принцесса Лемрина.
Сэйю: Сора Амамия

### Объединенные силы Земли

#### Гражданские
Райе Ариаш (яп. ライエ・アリアーシュ Райе Ариа:сю).
Урождённая марсианка, прибыла на Землю в составе диверсионной группы своего отца. Его вместе со всей группой убивает граф Триллрам прямо на глазах Райе, из-за чего она примыкает к землянам. После раскрытия истинного облика принцессы Ассейлам совершает покушение на неё в душевой, в результате чего отправлена в карцер. Начиная с битвы при Новостальске, пилотирует катафракт типа KG-7 «Арейон».
Сэйю: Сатика Мисава
Инко Амифуми (яп. 網文韻子 Амифуми Инко).
Одноклассница и подруга детства Инахо, лучшая подруга Нины. В паре с Инахо является лучшей в параллели. С момента зачисления в ОВСЗ пилотирует катафракт типа KG-7 «Арейон», кодовое имя — «Мустанг-11». Влюблена в Инахо.
Сэйю: Микако Комацу
Калм Крафтман (яп. カーム・クラフトマン Ка:му Курафутоман).
Одноклассник Инахо. В ходе Падения небес его родная страна была уничтожена. Калм переезжает в Синавару, Япония, и поступает в школу Инахо. По причине убийства друга Окискэ видит всех марсиан своими врагами. У него не очень хорошие навыки пилотирования, поэтому в ходе зачисления в ОВСЗ стал механиком.
Сэйю: Таиси Мурата
Нина Кляйн (яп. ニーナ・クライン Ни:на Кураин).
Одноклассница Инахо, лучшая подруга Инко. Переехала в Японию вместе с Калмом. Наладила дружеские отношения с принцессой Ассейлам. Входила в отряд по спасению группы Инахо. По зачислению в ОВСЗ становится рулевым «Вадацуми», а затем и экспериментального корабля на приводе Альдноа «Девкалион».
Сэйю: Аи Какума

#### ОВСЗ (Объединённые Вооружённые силы Земли)
Юки Кайдзука (яп. 界塚 ユキ Кайдзука Юки).
Старшая сестра Инахо. Гражданская должность - инструктор обязательной военной подготовки в старшей школе Синавары, воинское звание - уорент-офицер. После спасения Райе от преследования Триллрамом, остаётся с группой Инахо. По уходу из Синавары, встала во главе отряда катафрактов «Мустанг», в которое входят Инахо и Инко, а затем и Райе. Пилотирует катафракт типа KG-7 «Арейон». Кодовое имя — «Мустанг-лидер».
Сэйю: Саяка Охара
Коитиро Марито (яп. 鞠戸 孝一郎 Марито Ко:итиро).
Гражданская должность - старший инструктор обязательной военной подготовки в старшей школе Синавары, воинское звание — капитан. Во время военных действий 1999 года участвовал в битве на острове Танегасима, где столкнулся с марсианским катафрактом. В ходе боёв танк, в котором находился Коитиро, был подброшен в воздух, и его напарник, Джон Хьюмрей, будучи зажатым в салоне, попросил убить его. В связи с этим страдает приступами ПТСР. После битвы написал доклад в Генеральный Штаб ОВСЗ, однако содержимое доклада посчитали выдумкой. Как оказалось впоследствии, доклад не обнародовали из-за того, что на острове находился секретный док, где разрабатывался боевой корабль по технологии Альдноа, Девкалион. Часто пьёт алкоголь, хоть ему это и противопоказано.
Сэйю: Кадзуя Накаи
Дарзана Магбаредж (яп. ダルザナ・マグバレッジ Дарузана Магубареддзи).
Капитан десантного корабля «Вадацуми», воинское звание - полковник. Прибыла в Синавару для проведения эвакуации жителей, однако была лично заинтересована как в капитане Марито, так и в его докладе. Позже выясняется, что она — младшая сестра Джона Хьюмрея, друга и товарища Марито. На Ханегасиме сменила «Вадацуми» на «Девкалион», который был запущен при ней принцессой Ассейлам.
Сэйю: Ай Каяно
Каору Мидзусаки (яп. 不見咲 カオル Мидзусаки Каору).
Заместитель капитана десантного корабля «Вадацуми», воинское звание — подполковник. Прибыла в Синавару вместе с Дарзаной. Не ладит с противоположным полом, из-за чего Дарзана периодически над ней подшучивает.
Сэйю: Ю Симамура
Джон Хьюмрей (яп. ジョン・ヒュームレイ Дзён Хю:мурэй).
Товарищ капитана Марито, а также старший брат Дарзаны. В 1999 году в битве на Ханегасиме вместе с тогда ещё командиром взвода Марито столкнулся с катафрактом графини Олрейн, Девкалионом. В ходе сражения весь взвод был уничтожен, в том числе и их танк. При попытке выбраться были зажаты ноги, из-за чего начал гореть в начавшемся в танке пожаре. Попросил Марито пристрелить его, что тот и сделал; по этой причине все эти 15 лет у последнего наблюдается ПТСР.
Сэйю: Ёсимаса Хосоя

### Империя Вэрс

#### Императорская семья
Рэйрегалия Вэрс Рэйвэрс (яп. レイレガリア・ヴァース・レイヴァース Рэйрэгариа Ва:су Рэива:су).
Первый император Вэрса, а также родной дед Ассэйлам и Лемрины. Основал Империю Вэрс в 1972 году, когда он обнаружил технологию Алдноа и та признала его своим хозяином. Возможность активации передаётся на генном уровне, однако император может давать ограниченный доступ к технологии тем, кто не связан с ним кровью. Так был сформирован круг верных ему феодалов, позже названный Орбитальными Рыцарями. Из-за проблем со здоровьем в 1997 году был вынужден оставить трон своему сыну Гилзерии, однако когда тот погиб в ходе военных действий 1999 года, вернулся на престол. Обманутый графом Зацбаумом, который выставил Слэйна шпионом землян, и поверив в убийство принцессы Ассэйлам, вновь объявил Земле войну. Умирает незадолго до окончания войны.
Сэйю: Синдзи Огава

## История создания
Сериал Aldnoah.Zero был анонсирован 15 февраля 2014 года как проект компаний Nitroplus, A-1 Pictures и TROYCA. Гэн Уробути придумал основной сюжет истории, а Эи Аоки, впоследствии режиссёр сериала, был ответственный за дизайн персонажей. Они вместе работали над раскадровкой. Также над сериалом работали сотрудники компаний Aniplex, Hobunsha, Tokyo MX, Nippon BS Broadcasting, Asahi Broadcasting Corporation, MAGES, Nitroplus, Movic. 22 марта 2014 года был объявлен основной состав актеров озвучивания.

## Список серий

### Первый сезон
| № серии | Название | Трансляция в Японии   |
| ------- | --- | --------------------- |
| 1       | Марсианская принцесса -Принцесса Вэрс- «Касэй но Пуринсэсу» (火星のプリンセス -Princess of VERS-)                        | 6 июля 2014 года      |
| 2       | Самый длинный день на Земле -Там, за гранью- «Тикю: но Итибан Нагаи Ни» (地球の一番長い日 -Beyond the Horizon-)          | 13 июля 2014 года     |
| 3       | Юноши на поле брани -Детский эшелон- «Сэндзё: но Сё:нэн-тати» (戦場の少年たち -The Children's Echelon-)                  | 20 июля 2014 года     |
| 4       | Рыцарь идет по следу -Точка невозврата- «Цуйгэки по Киси» (追撃の騎士 -Point of No Return-)                              | 27 июля 2014 года     |
| 5       | В преддверии аудиенции -Фантом Императора- «Эккэн но Саки дэ» (謁見の先で -Phantom of The Emperor-)                      | 3 августа 2014 года   |
| 6       | Отрывок памяти -Сюита «Стальной скок»- «Киоку по Сима» (記憶の島 -Steel Step Suite-)                                     | 10 августа 2014 года  |
| 7       | Судьбоносная встреча -Сыновья Земли- «Кайго: но Футари» (邂逅の二人 -The Boys of Earth-)                                 | 17 августа 2014 года  |
| 8       | День, когда мы увидели птицу -Тогда и теперь- «Тори о Мита Хи» (鳥を見た日 -Then and Now-)                               | 24 августа 2014 года  |
| 9       | Машина воспоминаний -Зримая Тьма- «Цуйоку Со:ти» (追憶装置 -Darkness Visible-)                                           | 31 августа 2014 года  |
| 10      | Затишье перед бурей -Накануне битвы- «Араси ни Нару Мадэ» (嵐になるまで -Before the War-)                                | 7 сентября 2014 года  |
| 11      | Битва при Новостальске -Ветер, снег и звезды- «Новосутарисуку но Ко:бо:» (ノヴォスタリスクの攻防 -Wind, Snow and Stars-) | 14 сентября 2014 года |
| 12      | Пусть даже небеса рухнут на землю -Конец детства- «Татоэ Тэн га Отиру Томо» (たとえ天が堕ちるとも -Childhood's End-)     | 21 сентября 2014 года |

### Второй сезон
| № серии | Название | Трансляция в Японии  |
| ------- | --- | -------------------- |
| 1 (13)  | Спящая Красавица под Луной -По эту сторону рая- «Нэмурэру Цуки но Сё:дзё» (眠れる月の少女 -This Side of Paradise-) | 11 января 2015 года  |
| 2 (14)  | Неземные соседи -Прекрасные и проклятые- «Исэй но Риндзин тати» (異星の隣人たち -The Beautiful and Damned-)        | 18 января 2015 года  |
| 3 (15)  | Западня на вираже -Погребальный звон по храбрым- «Сэнтэн суру Вана» (旋転する罠 -Toll for the Brave-)              | 25 января 2015 года  |
| 4 (16)  | Битва в пылающих песках -Солдатская награда- «Нэсса но Сингэки» (熱砂の進撃 -Soldiers' Pay-)                       | 1 февраля 2015 года  |
| 5 (17)  | На рассвете интриги -Крутящееся колесо- «Бо:ряку но Ёакэ» (謀略の夜明け -The Turning Wheel-)                       | 8 февраля 2015 года  |
| 6 (18)  | Сквозь дремучий лес -Кольцо и Роза- «Фукай Мори о Нукэтэ» (深い森を抜けて -The Rose and the Ring-)                 | 15 февраля 2015 года |
| 7 (19)  | Изъян в раю -Туда и сюда- «Ракуэн но Кидзу» (楽園の瑕 -Here to There-)                                             | 22 февраля 2015 года |
| 8 (20)  | Цена чести -При свете дня- «Мэйё но Тайка» (名誉の対価 -The Light of Day-)                                         | 1 марта 2015 года    |
| 9 (21)  | За гранью судьбы -Шут судьбы- «Мугэн но Каната» (夢幻の彼方 -The Fortune's Fool-)                                  | 8 марта 2015 года    |
| 10 (22) | Встреча и разлука -Из прошлого- «Кайко: то Кэцубэцу» (邂逅と訣別 -Out of the Past-)                                | 15 марта 2015 года   |
| 11 (23) | Небесный молебен -Непобеждённые- «Инори но Сора» (祈りの空 -The Unvanquished-)                                     | 22 марта 2015 года   |
| 12 (24) | Падающая звезда из прошлого -Наследие звёзд- «Ицука Мита Рю:сэй» (いつか見た流星 -Inherit the Stars-)              | 29 марта 2015 года   |

## Музыка
Композитором аниме стал Хироюки Савано.
- Открывающие композиции

«Heavenly Blue» композитор Юки Кадзиура, исполняет группа Kalafina
«&Z» композитор Хироюки Савано, вокал Мидзуки
- Закрывающие композиции

«A/Z» композитор Хироюки Савано, вокал Мидзуки
«Aliez» композитор Хироюки Савано, вокал Мидзуки
«Genesis» композитор Маюко Маруяма, исполняет Эйр Аои
«Harmonius» композитор Хироюки Савано, вокал Сора Амамия
- Тематические композиции

«Breathless» композитор Хироюки Савано, вокал Мика Кобаяси
«Keep on keeping on» композитор Хироюки Савано, вокал Мидзуки
«Mkaliez» композитор Хироюки Савано, вокал Мика Кобаяси
«The Call to Arms» композитор Хироюки Савано, вокал mpi